# ニエメ・コスタ
ニエミ・ヴィクトリア・アレクサンドラ・コスタ・ヌネス（Nyeme Victória Alexandre Costa Nunes 、1998年10月11日 - ）は、ブラジルの女子バレーボール選手。ブラジル代表。

## 来歴

### クラブチーム
バラ・ド・コルダ出身。母の影響の勧めと、バレーボールチームのコーチをしていた父の影響でバレーボールを始めた。2013年、Maranhão Vôleiに入団しバレーボール選手としてのキャリアをスタートさせる。2016/17シーズンにADC Bradescoに加入し、3年間プレーした。2019/20シーズンはBarueri Volleyball Clubでプレーした。2021/22シーズンはSesi Vôlei Bauruでプレーし、ブラジル・スーパーリーガで3位となった。2022/23シーズンはジェルダウ・ミナスと契約した。

### 代表チーム
アンダーカテゴリーの代表として、2015年にペルーで開催されたU-18世界選手権に出場した。2017年にメキシコで開催されたU-20世界選手権で5位となり、自身もベストリベロ賞を受賞した。2019年、シニアのブラジル代表に初選出された。2021年のネーションズリーグでシニア代表デビューした。同年の南米選手権で金メダルを獲得した。2022年、世界選手権では途中から正リベロとして活躍し銀メダルを獲得した。

## 球歴
- オリンピック - 2024年
- 世界選手権 - 2022年
- ネーションズリーグ - 2021年、2022年
- 南米選手権 - 2021年

## 受賞歴
- 2017年 U-20世界選手権 ベストリベロ賞

## 所属クラブ
- Maranhão Vôlei（2013-2014年）
- ADC Bradesco（2016-2019年）
- Barueri Volleyball Club（2019-2021年）
- Sesi Vôlei Bauru（2021-2022年）
- ジェルダウ・ミナス（2022年-）